# Rue Minine
La rue Minine (Улица Минина) est une des rues les plus anciennes de la ville de Nijni Novgorod en Russie. Elle se trouve dans le centre-ville et relie deux places, la place de Minine et Pojarski et la place Sennaïa (place au Foin). Elle mesure 1,7 km de longueur.

## Nom et histoire

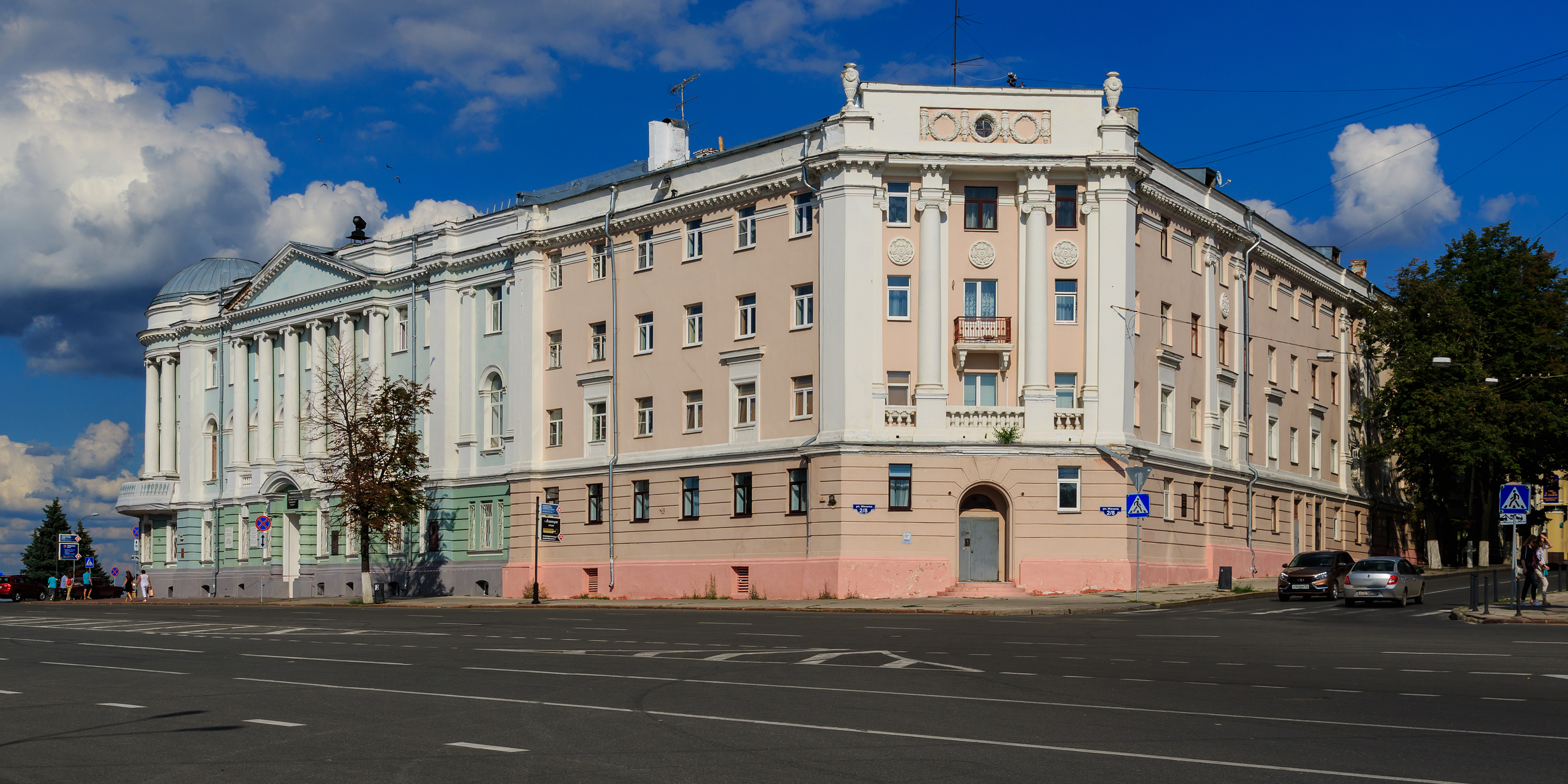
2-8 rue Minine. Aujourd'hui faculté de médecine.

Au XVIIe siècle, les habitants les plus fortunés de la Possad y habitaient, dont la famille Chtchoukov qui donne son nom à cette voie à l'origine. Pendant la période soviétique, elle porte le nom de rue de l'Université (Ouniversitetskaïa), car l'on y dénombre plusieurs établissements d'enseignement supérieur, dont l'Université technique d'État Alexeïev. Pendant la Seconde Guerre mondiale, elle est renommée rue Minine, afin de redonner un sens patriotique aux habitants de Nijni Novgorod (Gorki à l'époque), d'après leur héros Kouzma Minine. La rue est protégée au XXIe siècle, si bien qu'il n'y a pas de hauts immeubles modernes.

## Édifices remarquables
La maison n° 1 (maison du Gouvernement) abritait pendant l'époque soviétique de hauts dignitaires de la ville de Gorki (nom de la ville à l'époque de l'URSS). Elle a été construite en 1937 par l'architecte Alexandre Yakovlev et représente un beau modèle de l'architecture stalinienne ou du « classicisme socialiste ».

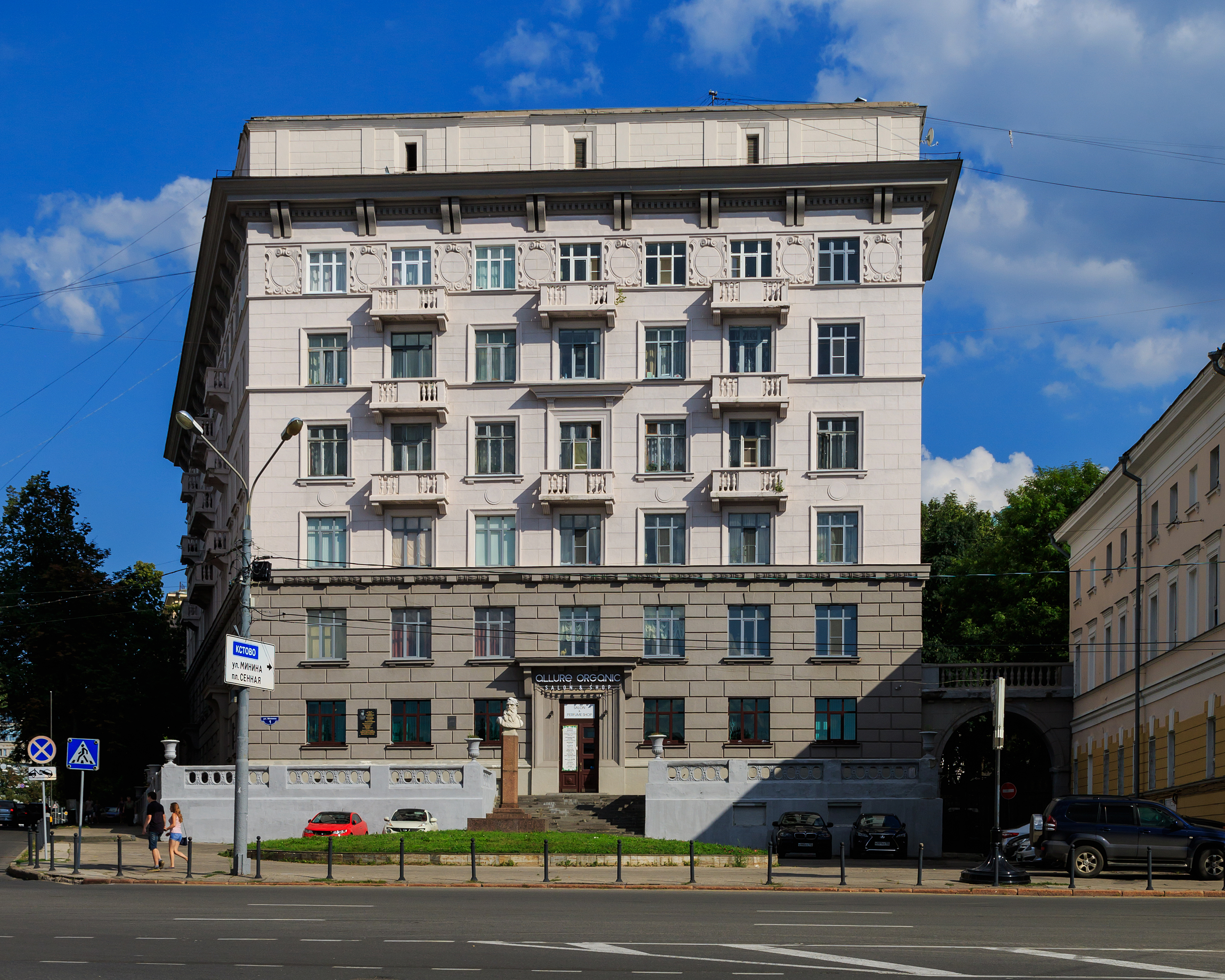
Maison dite du Gouvernement au n° 1.

La maison n° 4 remonte à 1851 et a été construite par l'architecte Fostikov pour une famille de riches marchands, la famille Trouchennikov. C'est ici qu'en 1885 fut installé le premier téléphone à Nijni Novgorod. Juste à côté au n° 6, se trouve la maison de l'Union des écrivains de Nijni Novgorod. Elle a été construite par une famille de riches marchands et présente de beaux éléments de décor, comme son escalier.

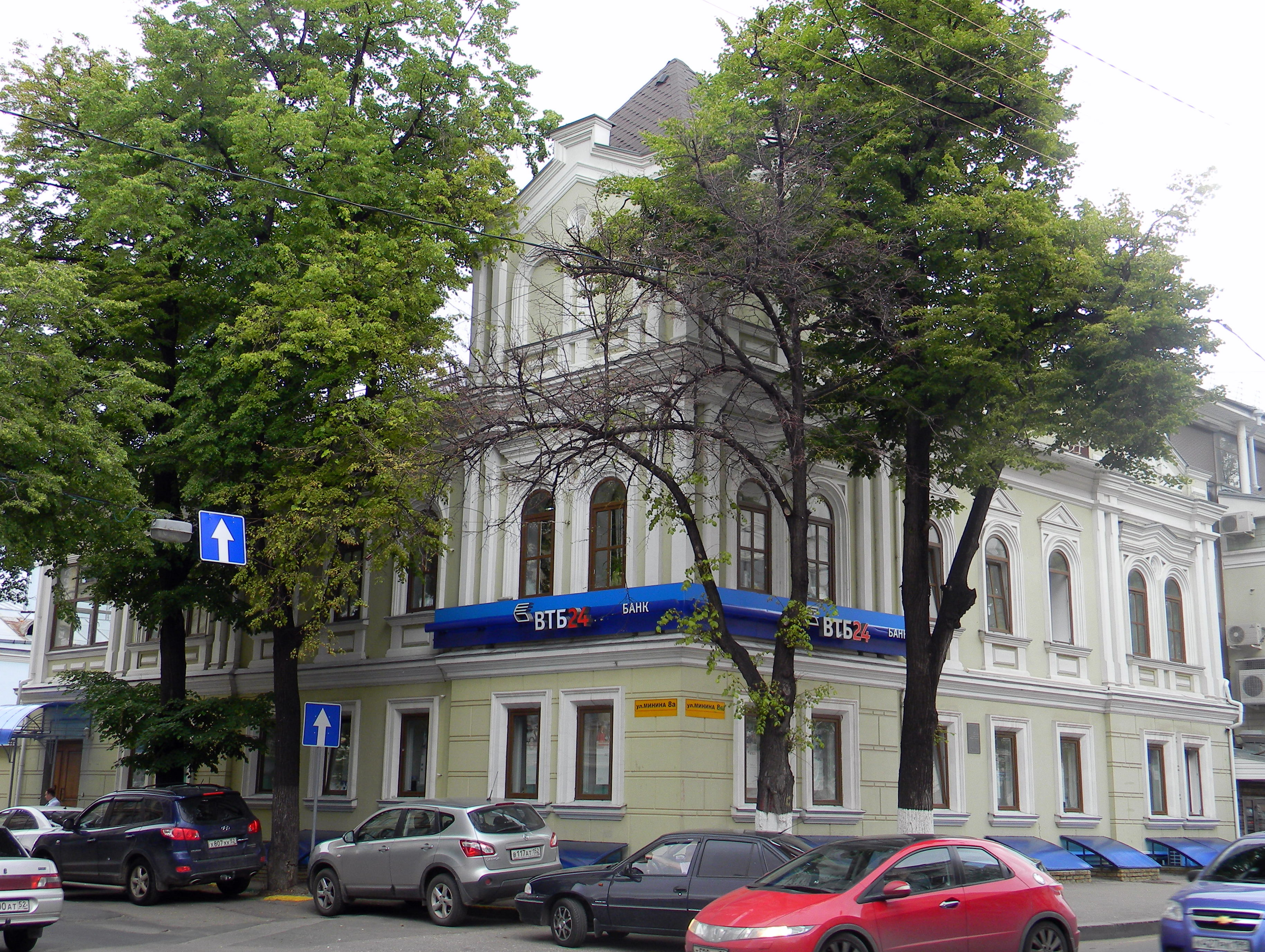
Maison Sirotkine.

Au n° 8a, il y a aujourd'hui la banque VTB; elle a été construite au début du XXe siècle par l'armateur Dmitri Sirotkine. Elle comportait une chapelle  avec des fresques remarquables pour la prière des vieux-croyants, communauté à laquelle appartenait le propriétaire. Une partie des fresques a été restaurée; mais elles ne sont accessibles qu'aux employés de la banque. Après la révolution d'Octobre, la maison devient un foyer d'enfance, puis un musée de l'athéisme, puis une école d'art.

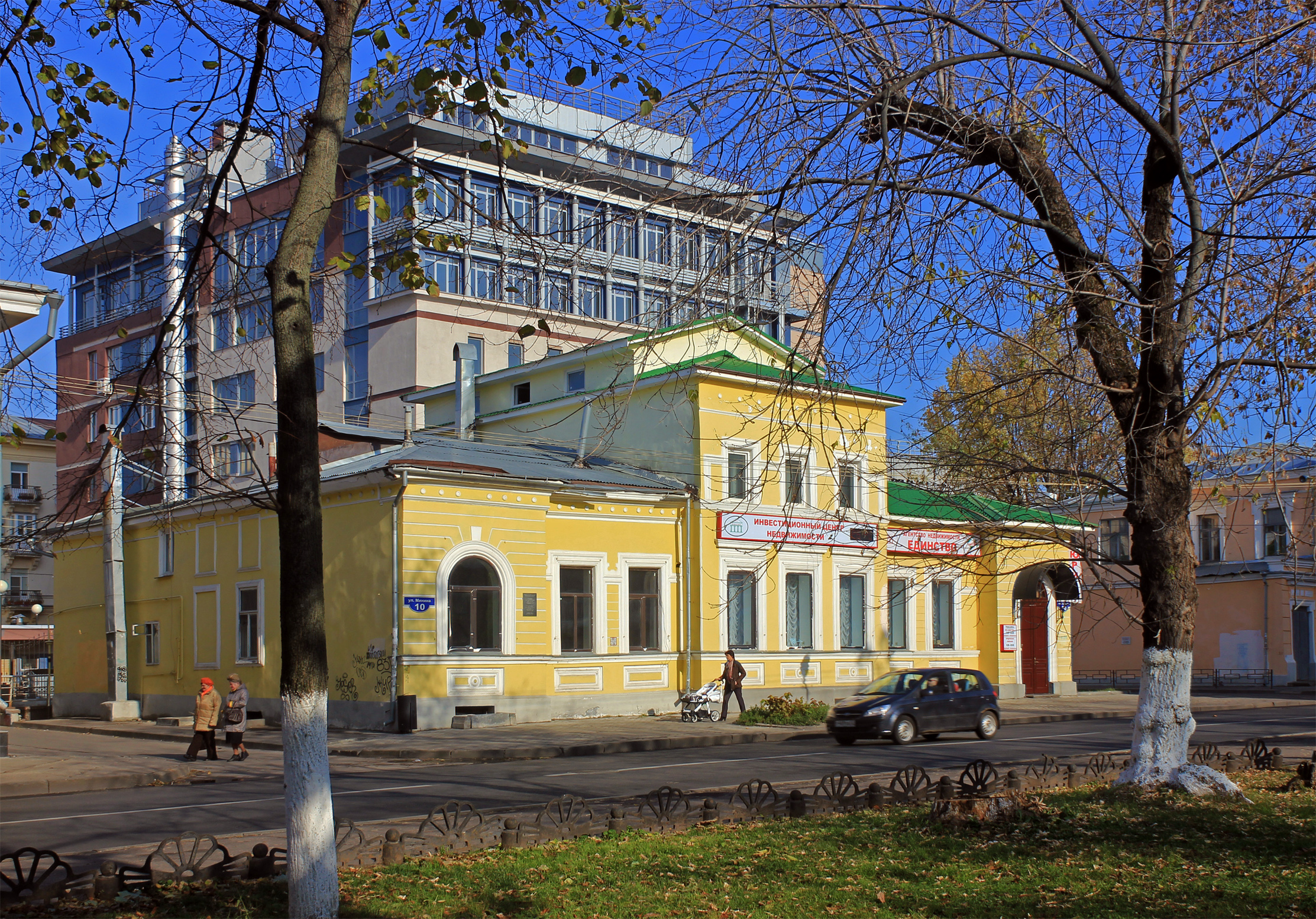
N° 10 rue Minine. Ancien hôtel particulier Goubine (1840, remanié dans les années 1870).

L'hôtel particulier Lebedinski aux numéros 11-11a est un bel exemple d'architecture 1830. Le bâtiment blanc de l'université technique d'État Alexeïev est également digne d'attention (n° 24). Il a été construit comme établissement d'enseignement supérieur pour jeunes filles, un des premiers du genre en Russie impériale.

## Musée Gorki

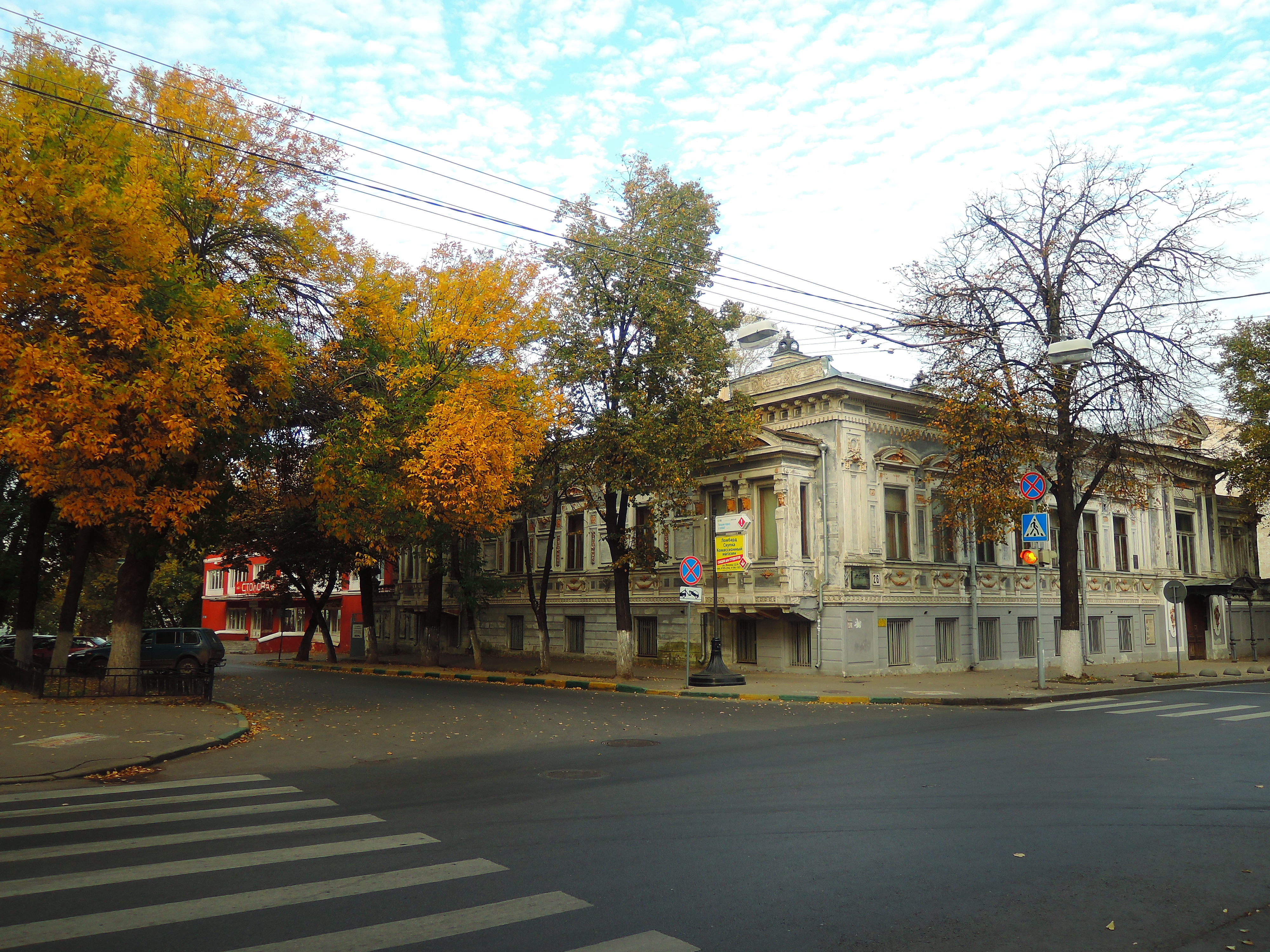
Hôtel particulier Bourmistrov, au n° 26, aujourd'hui musée Gorki.

Le bâtiment bleu ciel au n° 26 était autrefois l'hôtel particulier de Varvara Bourmistrova (née Roukavichnikova, sœur de Sergueï Roukavichnikov), l'un des plus romantiques de la ville. On y avait aménagé à l'arrière à la fin du XIXe siècle un jardin d'hiver avec tonnelles, fontaine, plantes exotiques et sculptures. C'est depuis 1934 le musée Gorki consacré à l'écrivain Maxime Gorki, qui donna son nom à sa ville natale à l'époque soviétique.

## Enseignement
Plusieurs établissements d'enseignement se trouvent ici dont l'Université linguistique Dobrolioubov, l'Université technique Alexeïev ou encore l'Académie d'État des transports fluviaux de la Volga.